# Mazagan
Mazagan (berberski: Mazghan; arapski: الجديدة, El Jadida u značenju "Novi"; portugalski: Mazagão) je grad na atlantskoj obali zapadnog Maroka, u pokrajini El Jadida (regija Doukkala-Abda). 
Grad ima iznimno ne-maurski izgled s portugalskim zidinama od precizno sječenog kamena. Naime, Mazagan je izgrađen kao portugalska utvrda od 1502. do 1769. godine, nakon čega je napušten a njegovi stanovnici su osnovali grad Nova Mazagão u Brazilu. Ovaj utvrđeni grad je "izniman primjer ostvarenja renesansnog idealnog grada u portugalskom načinu gradnje i razmjene utjecaja europskih i marokanskih kultura", zbog čega je upisan na UNESCO-ov popis mjesta svjetske baštine u Africi od 1996. godine. 
Danas se u gradskoj luci najviše obavlja uvoz (pamuk, šećer, čaj i riža) i izvoz (bademi, grah, kukuruz, vuna, vosak i jaja).

## Povijest
Portugalci su naselili Mazagan 1502. godine, iako je pripadao njihovom protektoratu još od 1486. godine. Jedina građevina koju su zatekli bio je toranj el-Brija i nakon nekoliko godina u improviziranim skloništima, Portugalci su 1514. odlučili izgraditi utvrdu koju su dizajnirali braća Francisco i Diogo de Arruda, koji su već gradili druge utvrde u marokanskim medinama. Nakon što su 1541. godine izgubili Agidir, Portugalci su odlučili pojačati utvrdu u gradsku fortifikaciju. To je povjereno skupini inženjera koju su činili Portugalac Joao Ribeiro, Španjolac Juan Castillo, i Talijan Benedetto da Ravenna. Do 1548. godine Mazagan je doživio ubrzan razvoj pri čamu su izgrađeni vjerski kompleksi, te su do kraja stoljeća u Mazaganu postojale četiri crkve i nekoliko kapela.
Nakon nekoliko stoljeća, 1769. godine je završila portugalska vlast jer su mirovnim ugovorom s marokanskim sultanom Sidi Muhamedom Ben Abdulahom (iz 1757.), Portugalci morali napustiti svoje morske luke bez ičega. Na odlasku minirali su glavni ulaz, pri čemu su poginuli mnogi Marokanci koji su bili nahrupili u grad. Pri tome su uništeni Guvernerov bastion i veliki dio zidina. Mazagan je skoro pola stoljeća zjapio prazan i Marokanci su ga prozvali el-Mahdouma ("Ruina"). Polovicom 19. stoljeća, sultan Mulaj Abdurahman je naredio lokalnom paši da obnovi uništene zidine (u drugačijem stilu od postojećih), da izgradi džamiju, i da naseli ovaj bivši portugalski grad. Od tada grad se naziva el-Jadida ("Novi").
Džamija El Jadide je postala simbolom pročišćenja, ali nisu uništena ranija vjerska mjesta. Muslimani, Židovi, Marokanci, i drugi su zajedno živjeli unutar zidina; portugalska crkva je ostala cijela ispred džamije, iako se više nije koristila za vjersku službu, a širom grada su podignute sinagoge. Vjerska i rasna raznolikost je još više pojačana dolaskom europskih trgovaca u drugoj polovici 19. stoljeća. Francuzi su ga prozvali Le Deauville marocain, poistovjećujući ga s poznatim francuskim toplicama.

## Znamenitosti
Oblik portugalskog Mazagana je utemeljen na razvoju topništva u renesansi. Izvorno je imao pet bastiona, Anđeoski na istoku, Sv. Sebastijana na sjeveru, Sv. Antuna na zpadu, Sv. Duha na jugu i Guvernerov bastion na glavnom ulazu koji je uništen 1769. god. Također, gradske zidine su imale troja vrata, Morska vrata s utvrđenom lukom na sjeveroistoku, Bikovska vrata na sjeverozapadu i glavna vrata s dvostrukim lukovima i pokretnim mostom na središtu južnih zidina. Tijekom francuske okupacije, njegov jarak je zatrpan i napravljen je novi ulaz koji se nastavljao na glavnu ulicu, Rua de Carreira, koja se pruža sve do Morskih vrata. Na ovoj ulici se nalaze najznačajnije građevine kao što je katolička Crkva Gospina Uzašašća i gradska cisterna. Cisternu je dizajnirao João Castilho i sastoji se od tri prostorije i četiri valjkasta tornja: Torre da Cadea (koji je služio kao zatvor) na zapadu, Torre de Rebate (danas minaret džamije) na sjeveru, Toranj roda na istoku, i drevni arapski toranj El-Brija na jugu. Ispod zgrade se nalazi nadsvođena podrumska prostorija od opeke koja je uređena u manuelinskom stilu. Iz ove prostorije je sustavom kanala voda vođena do citadele. Na terasama su se nalazila Kapetanova rezidencija, malena bolnica i mala Crkva od Žalosti od koje u ostale samo ruševine zvonika. 
Crkva Gospina Uzašašća je župna crkva iz 16. stoljeća, izgrađena u jednobrodnom kvadratičnom planu sa sakristijom ispod kvadratičnog zvonika. Drugi kršćanski vjerski kompleks je Kapela sv. Sebastijana u istoimenom bastionu.
Džamija je izgrađena u 19. stoljeću na mjestu crkvenog trga koji se nalazio ispred glavnog gradskog ulaza. Njezin minaret je preuređeni Toranj de Rebate koji je izvorno bio dio cisterne.

## Gradovi prijatelji
Mazagan je zbratimljen s gradovima:
- Arenzano, Italija
- Tacoma, SAD
- Vierzon, Francuska

## Vanjske poveznice
- Marakeš  Arhivirana inačica izvorne stranice od 9. veljače 2010. (Wayback Machine) - turističke informacije
- Fotografije Marakeša[neaktivna poveznica]
- Casablanca, Marakeš  Arhivirana inačica izvorne stranice od 25. ožujka 2012. (Wayback Machine) blog

### Ostali projekti
|  | Zajednički poslužitelj ima još gradiva o temi Mazagan |